# Siège d'Ōtsu
Le siège d'Ōtsu (大津城の戦い, Ōtsu-jō no tatakai) a lieu en 1600 en même temps que la bataille de Sekigahara. Kyōgoku Takatsugu occupe le château d'Ōtsu pour le compte des Tokugawa et commande la garnison. Mōri Motoyasu et Tachibana Muneshige posent le siège. Les parties négocient et Takatsugu se rend. Toutefois, dans l'intervalle, Tokugawa Ieyasu remporte la bataille de Sekigahara, assurant son contrôle sur tout le Japon, aussi la perte d'Ōtsu est-elle finalement insignifiante.
Certains documents de l'époque indiquent que les habitants de la région ont apporté des repas froids et se sont réunis au Mii-dera sur le mont Hiei pour observer la bataille.

## Source de la traduction
- (en) Cet article est partiellement ou en totalité issu de l’article de Wikipédia en anglais intitulé « Siege of Ōtsu » (voir la liste des auteurs).